# Protostega gigas
A Protostega gigas a hüllők (Reptilia) osztályának teknősök (Testudines) rendjébe, ezen belül a fosszilis Protostegidae családjába tartozó faj.
Családjának a típusneme.

## Tudnivalók

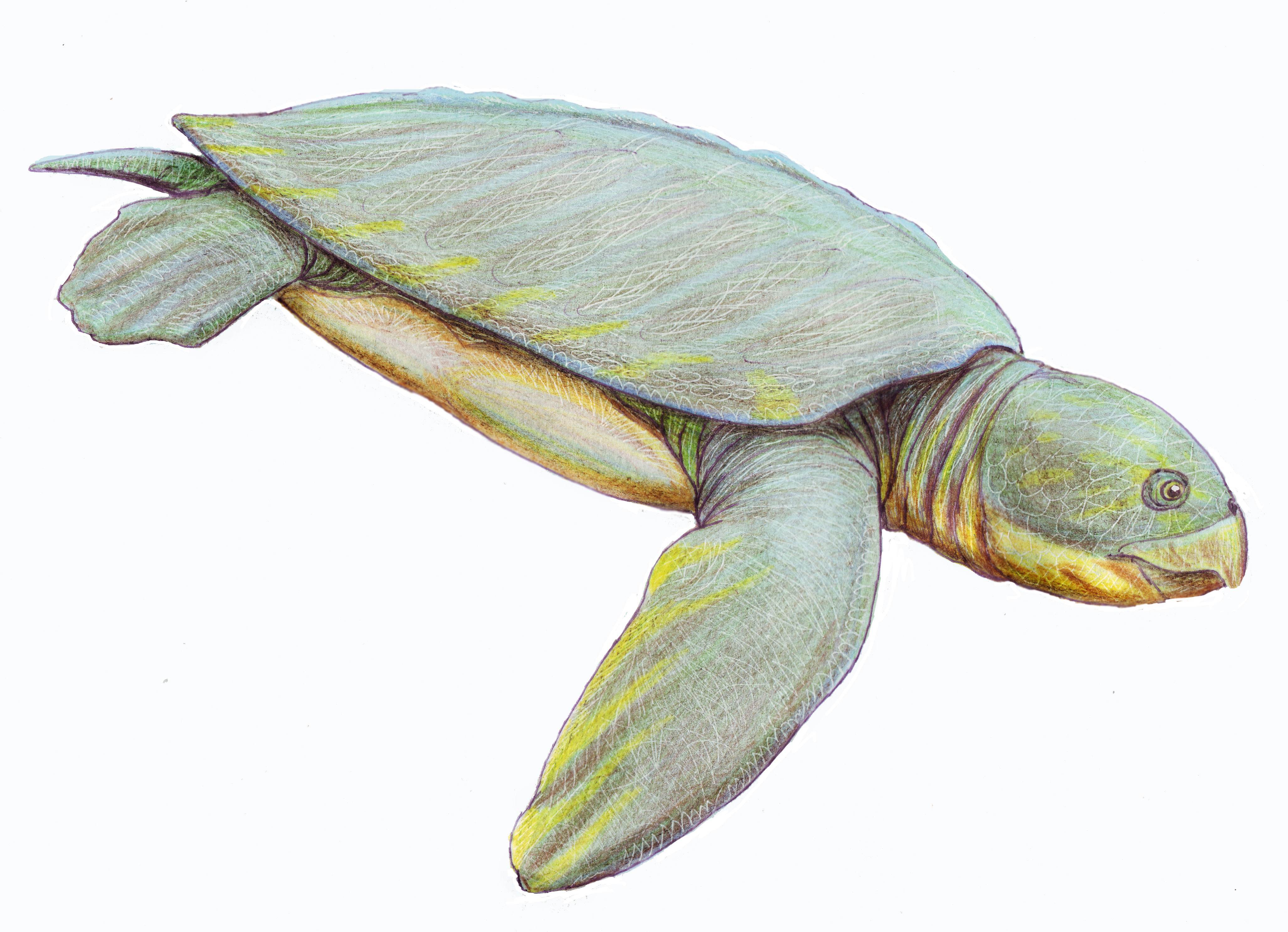
Rajz a fosszilis teknősfajról

A Protostega gigas egy fosszilis tengeri teknősfaj, amely körülbelül 83,5 millió évvel élt ezelőtt. A legelső maradványait 1871-ben fedezték fel Kansas állam nyugati részén, az úgynevezett Smoky Hill Chalk rétegben. A fosszilis leleteket, 1872-ben Edward Drinker Cope írta le először, illetve nevezte meg.
A Protostega, a 3 méteres hosszával, a második legnagyobb tengeri teknős, amely valaha élt. A tengeri teknősök közül, csak az óriási Archelon ischyros volt nagyobb. A miocén és pliocén korok határán élő dél-amerikai Stupendemys szintén nagyobb volt, mint a Protostega gigas, azonban ez mocsári teknős volt.
Mint a mai kérgesteknősnek (Dermochelys coriacea), amely jelenleg a legnagyobb, a Protostegának sem volt védőpajzsa, így védtelen volt a támadásokkal szemben, de könnyebb volt. A Protostega valószínűleg lassú, óceáni állatokkal táplálkozott, mint amilyenek a medúzák és a kagylók.

## Fordítás
Ez a szócikk részben vagy egészben  a   Protostega című angol Wikipédia-szócikk ezen változatának fordításán alapul.  Az eredeti cikk szerkesztőit annak laptörténete sorolja fel. Ez a jelzés csupán a megfogalmazás eredetét és a szerzői jogokat jelzi, nem szolgál a cikkben szereplő információk forrásmegjelöléseként.